# Saxifraga platysepala
Saxifraga platysepala — вид трав'янистих рослин родини Ломикаменеві (Saxifragaceae), зростає в арктичних зонах Євразії, й Північної Америки.

## Таксономічні примітки
Saxifraga platysepala належить до великої групи видів — групи S. flagellaris з центром на Кавказі, центральній Азії, Гімалаях і околиці. Арктичні рослини належать до двох видів: циркумполярний тетраплоїд (2n = 32) S. platysepala і диплоїд (2n = 16) S. setigera, обмежений Берингієвим регіоном. Ці два види відрізняється кількома морфологічними особливостями один одного і від S. flagellaris.

## Опис
Це багаторічна поодинокі або килимотвірні трав'янисті рослини з дуже короткими, простими, підземними стеблами (каудекси), які закінчуються одною розеткою листя. Кожна рослина має кілька тонких, безлистих, надземних пагонів (столони) до 10–20 см завдовжки, які закінчуються невеликими листовими розетками. У більшості популяцій рослини мають квітучі стебла до 7–8 см (рідко більше), з 3–6 стебловими листками; в меншості популяцій рослини майже не мають стебла, цвітіння відбувається безпосередньо з розетки. Численні короткі, багатоклітинні, залозисті волоски є на всіх надземних частинах рослин, аж до чашечок.
Листки чергові. Прикореневі листя 0.7–1.2 × 0.3–0.4 см, довгасті або зворотно-яйцюваті, без видимих черешків, з кількома паралельними головними жилками, краї листків з одноклітинними залозистими волосками. Стеблові листки подібні, але менші, ланцетні або оберненоланцетовиді, сидячі; верхні листки густо вкриті залозистими волосками.
Квіти поодинокі, на кінцях квіткових стебел. Квіти радіально симетричні, складаються з 5 вільних чашолистків і пелюсток. Чашолистки 4–5 × 2.5–3.5 мм, широко довгасті або яйцеподібні, тупі або округлі, густо війчасті по краях з 0.2–0.3 мм одноклітинними залозистими волосками, на решті чашолистків більш короткі, залозисті волоски, темно-зелені або червонуваті. Пелюстки 6–10 x 3–5 мм, не перекриваються, довгасті, яскраво-жовтого кольору з більш темними жилками. Тичинок 10, жовті. Плоди — коробочки з численними насіннями.

## Відтворення
Статеве розмноження насінням; локальне вегетативне розмноження за допомогою ефективних пагонів. Найдрібніші розетки в кінці пагонів також легко можуть від'єднуватися і поширювати рослину далі. Квітки досить видовищні й пристосовані до запилення комахами. Капсули мають верхівковий отвір, який гарантує, що насіння розсіюється тільки при певній швидкості вітру. Поширення насіння часто відбувається після першого снігопаду, що збільшує відстань поширення по гладкій поверхні. Насіння також розсіюється водою і тваринами, наприклад, гусями.

## Поширення
Північна Америка (Ґренландія, північна Канада, Аляска), Євразія (Фарерські острови, північ Норвегії [вкл. Шпіцберген], Арктична Росія).
Населяє піщану або гравійну арктичну тундру, кам'янисті схили гір, вогкий, відкритий ґрунт, часто прибережний. Зростає на вологих чи тимчасово вологих субстратах з рідкісним рослинним покривом. Здається, надає певну перевагу основним ґрунтам, але також часто трапляється на приблизно нейтральних ґрунтах.